# دار آل بقري (حورة)
'

تعديل مصدري - تعديل

دار ال بقري هي إحدى قرى عزلة حوره بمديرية حورة التابعة لمحافظة حضرموت، بلغ تعداد سكانها 145 نسمة حسب تعداد اليمن لعام 2004.